# Revillarruz
Revillarruz es una localidad y un municipio situados en la provincia de Burgos, Castilla la Vieja, en la comunidad autónoma de Castilla y León (España), comarca de Alfoz de Burgos, partido judicial de Burgos, cabecera del ayuntamiento de su nombre.
Comprende las localidades de Humienta y Olmosalbos.

## Geografía
Integrado en la comarca de Alfoz de Burgos, se sitúa a 16 kilómetros de la capital burgalesa. El término municipal está atravesado por la carretera nacional N-234, entre los pK 476 y 479. 
El relieve del municipio está definido por el valle del río de los Ausines y el altiplano en el que se encuentra. La altitud oscila entre los 963 metros al noreste, en el alto donde se sitúa un parque eólico, y los 860 metros a orillas del río. El pueblo se alza a 912 metros sobre el nivel del mar. 
| Noroeste: Sarracín         | Norte: Modúbar de la Emparedada        | Nordeste: Carcedo de Burgos     |
| Oeste: Sarracín y Cogollos |                                        | Este: Los Ausines               |
| Suroeste: Cogollos         | Sur: Cogollos y Hontoria de la Cantera | Sureste: Hontoria de la Cantera |

## Demografía
Revillarruz cuenta con una población de 654 habitantes (INE 2024).
| Gráfica de evolución demográfica de Revillarruz entre 1842 y 2021 |
| |
| Población de derecho según los censos de población del INE Población de hecho según los censos de población del INEEntre el censo de 1857 y el anterior, crece el término del municipio porque incorpora a Humienta y Olmosalbos. |

## Monumentos
- Iglesia de la Natividad de San Juan Bautista.

## Parque eólico

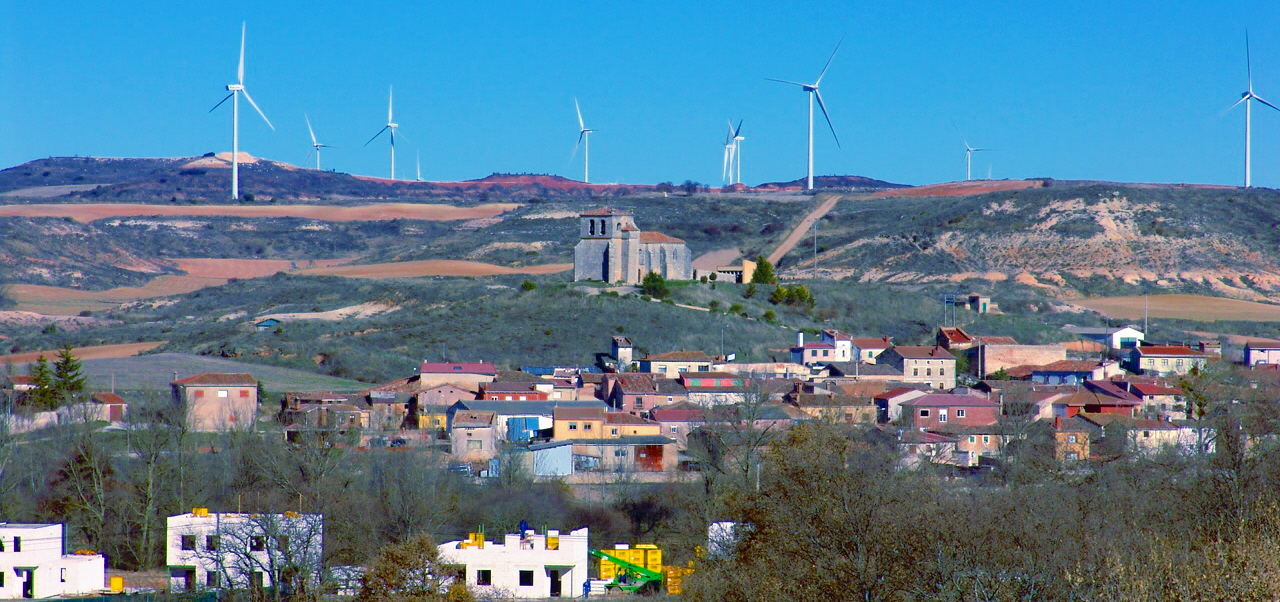
Revillarruz y parque eólico al fondo 2009.

Parque eólico para generación de energía eléctrica, con una potencia total instalada de 38 MW, denominado «Campanario», en los términos municipales de Carcedo y Revillarruz, con 19 aerogeneradores VESTAS de 2.000 kW, con rotor tripala de 90 m de diámetro, sobre torre troncocónica de 80 metros de altura, transformador de 2.100 kVA de potencia unitaria y relación de transformación 0,69/30 kV, red de media tensión subterránea a 30 kV de interconexión y línea subterránea de evacuación de 4,349 km de longitud, con llegadas a la Subestación Transformadora, denominada «Carcedo» 30/220 kV.